# Чорний Потік (притока Онуту)
Чорний Потік, також Юрківка — річка в Україні, в межах Заставнівського району Чернівецької області. Ліва притока Онуту (басейн Дністра). 

## Опис
Довжина 14 км, площа водозбірного басейну 48,1 км². Долина переважно глибока і вузька, у пониззі каньйоноподібна. Річище слабозвивисте. Заплава місцями однобічна. Споруджено декілька ставків. 

## Розташування
Чорний Потік бере початок біля південної околиці села Юрківці. Тече в межах Хотинської височини переважно на північний схід. Впадає до Онуту неподалік від центральної частини села Чорний Потік. 
Над річкою розташовані села: Юрківці, Погорілівка, Чорний Потік.